# الهادي الصديق
الهادي الصديق (1948 - 30 مايو 2020) ممثل سوداني، بدأ مسيرته الفنية عام 1965 ومن أشهر أعماله مسلسل "دكين" الذي جسد فيه البطولة بشخصية «دكين»، إنتاج عام 1997، وأعيد بثه في تلفزيون السودان وبعض القنوات الأفريقية في العام 2017، ومن أعماله الأخرى «الدهباية» و«ليلة رهيبة» و«أيادي القدر» و«صرخة في وادي الصمت».

## وفاته
توفي في 30 مايو 2020 في العاصمة السودانية الخرطوم عن عمر ناهز 72 عامًا، بعد تعرضه لحادث مرور.

## روابط خارجية
- الهادي الصديق على موقع قاعدة بيانات الأفلام العربية